# Îles Aitcho

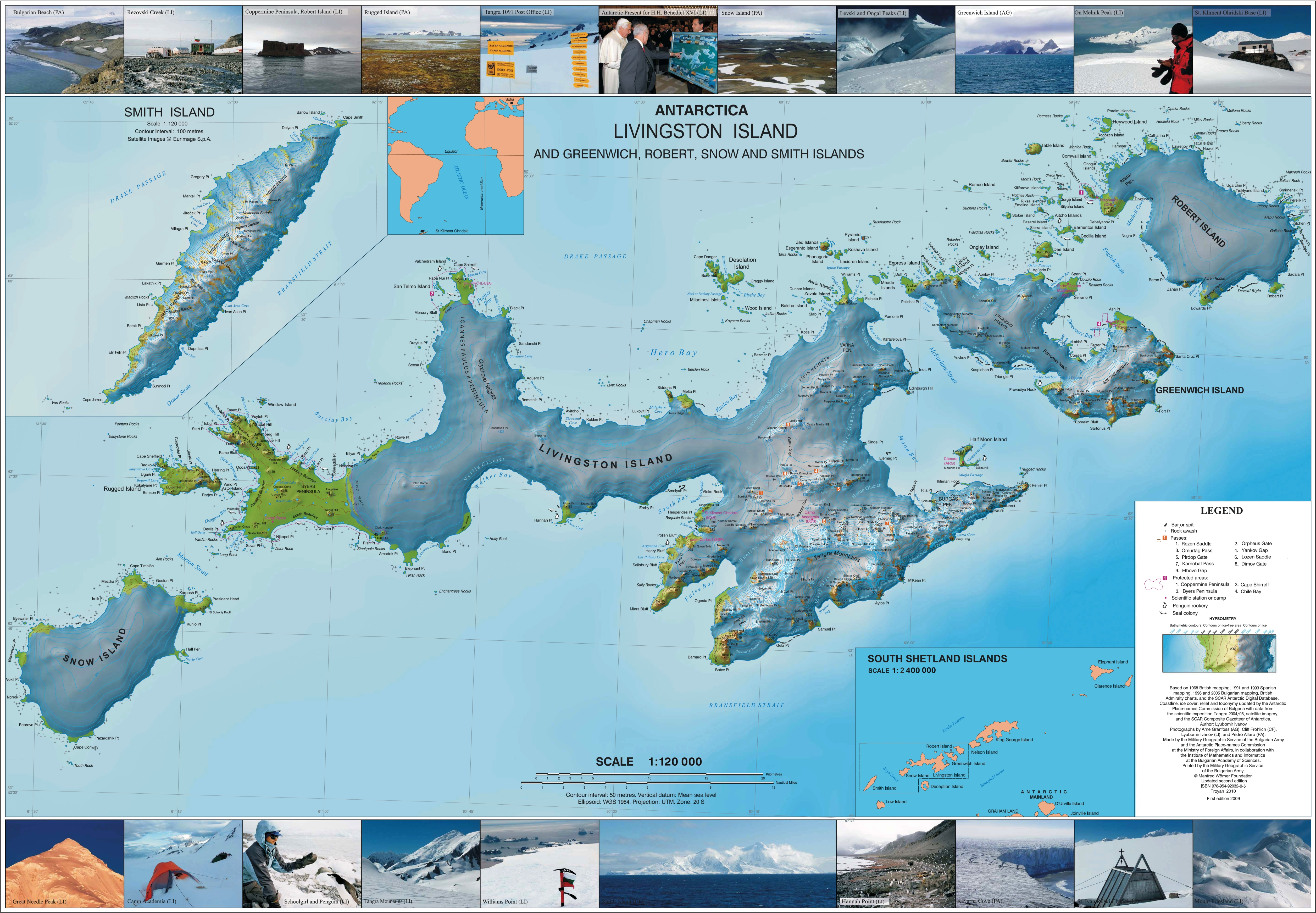
Topographic map of Livingston Island, Greenwich, Robert, Snow and Smith Islands.

Les îles Aitcho, constituent un archipel de l'Antarctique appartenant aux îles Shetland du Sud et composé d’îles et d’îlots,.

## Liste des îles
- île Barrientos[3],
- île Bilyana,
- île Cecilia, nommée Isla Torre par le Chili,
- île Emeline,
- île Jorge,
- île Kilifarevo,
- île Pasarel,
- îles Riksa.